# حصار المدينة المنورة (1916–1919)
خضعت المدينة المنورة وهي المدينة الإسلامية المقدسة لحصار طويل أثناء وبعد الحرب العالمية الأولى، والذي استمر لمدة سنتين وسبعة أشهر من عام 1916 إلى عام 1919. كانت المدينة المنورة آنذاك جزءاً من الدولة العثمانية. وخلال الحرب العالمية الأولى، وقفت الدولة العثمانية مع دول المركز. فنادى الشريف حسين بن علي شريف مكة بإستقلال العرب عن حكم الدولة العثمانية وثار ضد الخليفة والدولة العثمانية التي كانت تحت قيادة علمانية وقومية من قبل الأتراك الشباب، والتي تجاهلت رغبات الخليفة ووقفت مع دول المركز. وفي خضم الحرب، إنحاز الشريف حسين إلى جانب المملكة المتحدة. كان للضابط البريطاني توماس إدوارد لورنس دور فعال في هذه الثورة.

## الاستعداد للحصار
الشريف حسين وانطلاقاً من جدة، تمكنت جيوشه وبالتعاون مع القبائل المتحالفة معه من ضم مكة وجميع قرى الشريط الساحلي الحجازي الشمالي الممتد من جدة حتى ينبع مروراً برابغ ومستورة وبدر. ومن بدر، سلكت القوات الإتجاه الجنوب غربي من خلال وادي الصفراء مروراً بخيوف وادي الصفراء والمسيجيد وبئر الروحاء حتى توقفت القوات لتعسكر بجوار بئر درويش في الفريش إستعداداً لحصار المدينة.

## نهاية الحصار
يعد حصار المدينة المنورة واحداً من أطول الحصارات في التاريخ، واستمر حتى بعد انتهاء الحرب العالمية الأولى. كان الوالي والقائد المدافع عن المدينة هو فخري باشا. والذي وصف "بأسد الصحراء" من قبل البريطانيين على وطنيته في المدينة المنورة. وكانت نتيجة المعركة إستسلام فخري باشا لقوات عبدالله بن حسين في الفريش وتم إجلائه هو وقواته البالغ عددها 8,000 مقاتل إلى مصر.

## وصلات خارجية
- Siege of Medina and the Arabian campaign in general, Turkey in the First World War website.